# Laholms socken
Laholms socken i Halland ingick i Höks härad och är sedan 1971 en del av Laholms kommun i Hallands län, från 2016 inom Laholms distrikt.
Socknens areal är 74,36 kvadratkilometer, varav 71,11 land. År 1949 fanns här 1 937 invånare. Tätorten och sandstranden Mellbystrand ligger inom socknen. Socknen hade ingen egen sockenkyrka utan delade Sankt Clemens kyrka med Laholms stad. 

## Administrativ historik
Laholms socken har medeltida ursprung.
Vid kommunreformen 1862 övergick socknens ansvar för de kyrkliga frågorna till Laholms landsförsamling och för de borgerliga frågorna till Laholms landskommun.  Denna senare uppgick 1971 i Laholms kommun. Församlingen uppgick 1972 i Laholms församling.
1 januari 2016 inrättades distriktet Laholm, med samma omfattning som Laholms församling hade 1999/2000 och fick 1972, och vari detta sockenområde ingår.
Socknen har tillhört fögderier och domsagor enligt Höks härad. De indelta båtsmännen tillhörde Södra Hallands första båtsmanskompani.

## Geografi och natur
Laholms socken ligger väster och öster om Laholm, kring nedre Lagan. Socknen är en slättbygd med odlingsmark med tallskog planterad på flygsand söder om Lagans mynning och ljunghedar i öster.
Det finns två naturreservat i socknen. Karsefors som delas med Ysby socken och Hökafältet ingår båda i EU-nätverket Natura 2000.
En sätesgård var Kungsladugården.

## Fornlämningar
Från stenåldern finns boplatser och från bronsåldern gravrösen. Från järnåldern finns gravar och sliprännestenar.

## Namnet
Namnet (1275 Lagäholm) kommer från en holme med gård/borg i Lagan. Förleden innehåller en äldre form av ånamnet Lagan. Efterleden holm syftar på den holme i Lagan där kustvägen genom Halland gick över ån och också där mötte Lagastigen.

## Befolkningsutveckling
| Befolkningsutvecklingen i Laholms socken 1810–1970                                                      | Befolkningsutvecklingen i Laholms socken 1810–1970 | Befolkningsutvecklingen i Laholms socken 1810–1970 | Befolkningsutvecklingen i Laholms socken 1810–1970 | Befolkningsutvecklingen i Laholms socken 1810–1970 |
| --- | -------------------------------------------------- | -------------------------------------------------- | -------------------------------------------------- | -------------------------------------------------- |
| |                                                    |                                                    |                                                    |                                                    |
| År |                                                    |                                                    | Folkmängd                                          |                                                    |
| 1810 | 1810                                               |                                                    | 936                                                |                                                    |
| 1820 | 1820                                               |                                                    | 1 064                                              |                                                    |
| 1830 | 1830                                               |                                                    | 1 320                                              |                                                    |
| 1840 | 1840                                               |                                                    | 1 379                                              |                                                    |
| 1850 | 1850                                               |                                                    | 1 584                                              |                                                    |
| 1860 | 1860                                               |                                                    | 1 858                                              |                                                    |
| 1870 | 1870                                               |                                                    | 2 236                                              |                                                    |
| 1880 | 1880                                               |                                                    | 2 261                                              |                                                    |
| 1890 | 1890                                               |                                                    | 2 178                                              |                                                    |
| 1900 | 1900                                               |                                                    | 2 135                                              |                                                    |
| 1910 | 1910                                               |                                                    | 2 077                                              |                                                    |
| 1920 | 1920                                               |                                                    | 2 153                                              |                                                    |
| 1930 | 1930                                               |                                                    | 2 101                                              |                                                    |
| 1940 | 1940                                               |                                                    | 1 937                                              |                                                    |
| 1950 | 1950                                               |                                                    | 1 935                                              |                                                    |
| 1960 | 1960                                               |                                                    | 1 905                                              |                                                    |
| 1970 | 1970                                               |                                                    | 1 991                                              |                                                    |
| Anm: Källor: Umeå universitet - Tabellverket 1749-1859, Demografiska databasen, CEDAR, Umeå universitet |                                                    |                                                    |                                                    |                                                    |